# Montecito (California)
Montecito è un census-designated place degli Stati Uniti d'America, situato nella contea di Santa Barbara, in California. Nella cittadina risiedono numerosi VIP e personalità importanti, il che la rende una tra le comunità più ricche di tutti gli Stati Uniti.

## Storia
Fino al XIX secolo l'area era conosciuta per essere rifugio di banditi e delinquenti, i quali si nascondevano tra i boschi di quercia e tra i canyon, espletando il raggio d'azione nei pressi delle strade costiere che collegavano una città con l'altra. Intorno al 1870, alcuni coloni italiani si stanziarono in quest'area, la quale ricordava vagamente il paesaggio costiero italiano. Essi iniziarono a costruire fattorie e giardini simili a quelli che avevano abbandonato in Italia. Verso la fine del XIX secolo alcuni ricchi turisti provenienti dall'est statunitense cominciarono ad acquistare l'area. Sebbene la zona fosse ancora isolata, era abbastanza vicina a Santa Barbara per poter garantire almeno i servizi essenziali. La presenza di un clima favorevole agli insediamenti umani e di sorgenti termali nelle vicinanze permisero alle popolazioni locali di condurre una vita confortevole e sana, in aggiunta alla disponibilità di terreni a prezzi accessibili.